# José Bandez
José Daniel Bandez Salazar (Calabozo, 10 ottobre 1999) è un calciatore venezuelano, attaccante del Dep. Antofagasta.

## Caratteristiche tecniche
È un'ala destra.

## Carriera
Cresciuto nelle giovanili del Carabobo, ha esordito in prima squadra il 31 gennaio 2016 in occasione del match di campionato pareggiato 1-1 contro il Petare.
Nel mercato estivo del 2018 viene ceduto in prestito al Fortuna Sittard ma nel settembre dello stesso anno fa rientro in Venezuela senza disputare alcun incontro.
Nel 2019 viene ceduto al Dep. Antofagasta.

## Statistiche

### Presenze e reti nei club
Statistiche aggiornate al 2 agosto 2018.
| Stagione        | Squadra         | Campionato      | Campionato | Campionato | Coppe nazionali | Coppe nazionali | Coppe nazionali | Coppe continentali | Coppe continentali | Coppe continentali | Altre coppe | Altre coppe | Altre coppe | Totale | Totale | Totale |
| Stagione        | Squadra         | Comp            | Pres       | Reti       | Comp            | Pres            | Reti            | Comp               | Pres               | Reti               | Comp        | Pres        | Reti        | Pres   | Reti   |        |
| --------------- | --------------- | --------------- | ---------- | ---------- | --------------- | --------------- | --------------- | ------------------ | ------------------ | ------------------ | ----------- | ----------- | ----------- | ------ | ------ | ------ |
| 2016            | Carabobo        | PD              | 30         | 2          | CV              | 0               | 0               |                    | -                  | -                  |             | -           | -           | 30     | 2      |        |
| 2017            | Carabobo        | PD              | 27         | 4          | CV              | 2               | 0               | CL                 | 1                  | 0                  |             | -           | -           | 30     | 4      |        |
| 2018            | Carabobo        | PD              | 11         | 0          | CV              | 0               | 0               | CL                 | 2                  | 0                  |             | -           | -           | 13     | 0      |        |
| Totale carriera | Totale carriera | Totale carriera | 68         | 6          |                 | 2               | 0               |                    | 3                  | 0                  |             | -           | -           | 73     | 6      |        |